# Kevin Owens & Sami Zayn
Kevin Owens & Sami Zayn fue un equipo de lucha libre profesional conformado por los canadienses Kevin Owens y Sami Zayn; trabajaron fueron inactivos para la WWE en las marcas Raw y SmackDown. Antes de firmar con la WWE, Kevin Steen & El Generico hicieron equipo en Ring of Honor (ROH) y a través del circuito independiente estadounidense.

## Historia

### Ring of Honor (2007-2012)
El Generico & Kevin Steen debutaron en Ring of Honor como equipo, perdiendo ante The Briscoe Brothers el 17 de febrero de 2007. El 14 de abril, Mark Briscoe regresó en el transcurso de la lucha entre su hermano Jay & Erick Stevens y Kevin Steen & El Generico. Mark fue apaleado por el dúo y cubierto por Steen. El 11 de mayo, Kevin Steen (como heel) & El Generico (como face) derrotaron a Jason Blade & Eddie Edwards. 
En una dark match en Respect is Earned, Kevin Steen & El Generico derrotaron a The Irish Airborne (Jake Crist & Dave Crist), Pelle Primeau & Mitch Franklin y Jimmy Rave & Adam Pearce con Shane Hagadorn en un tag team scramble match. Esa misma noche, Kevin Steen & El Generico tuvieron un altercado con los Briscoe Brothers, en donde Mark Briscoe terminó sufriendo una leve conmoción cerebral debido a un golpe en la cabeza con una silla de acero. En ROH Driven, The Briscoe Brothers derrotaron a Kevin Steen & El Generico, reteniendo el Campeonato Mundial en Parejas de ROH. Después Kevin & Steen sufrirían varias derrotas ante los Briscoe en una Steel Cage match en Caged Rage, una two out of three falls match en Manhattan  Mayhem II y una ladder match en ROH Man Up. Su única victoria como equipo frente a los Briscoe fue en una Boston Street Fight en Death Before Dishonor V Night 1 sin los títulos en juego.
El 6 de junio de 2008, Steen & El Generico participaron en un torneo de una sola noche para coronar a los nuevos Campeones Mundiales en Pareja de ROH. Derrotaron a Go Shiozaki & al Campeón Mundial de ROH Nigel McGuinness en la primera ronda y a Chris Hero & Adam Pearce en la segunda ronda antes de ser derrotados por Jimmy Jacobs & Tyler Black en la final. El 19 de septiembre de 2008, Steen & Generico derrotaron a Jacobs y Black para obtener el Campeonato Mundial de ROH. Perderían después el Campeonato ante The American Wolves (Davey Richards & Eddie Edwards).
El 19 de diciembre de 2009 en Final Battle 2009, el primer pago por evento en vivo de ROH, después de perder frente a The Young Bucks, Steen se convirtió en heel atacando a El Generico. La rivalidad entre Steen y Generico terminó un año después en Final Battle 2010 el 18 de diciembre de 2010, donde Generico derrotó a Steen en una Fight Without Honor sin sanciones, donde puso su máscara en juego frente al contrato de Ring of Honor de Steen.
El 16 de diciembre de 2012 marcó la última batalla entre Steen y Generico en Ring of Honor. En Final Battle 2012, la cuarta Ladder War match tuvo lugar en el Hammerstein Ballroom en Nueva York. La que terminó siendo la última lucha de Generico en Ring of Honor, vio a Steen aplicar un package piledriver en Generico en un par de escaleras puenteadas entre otras dos, construida por ambos en el transcurso de la lucha.

### Pro Wrestling Guerrilla (2007-2013)

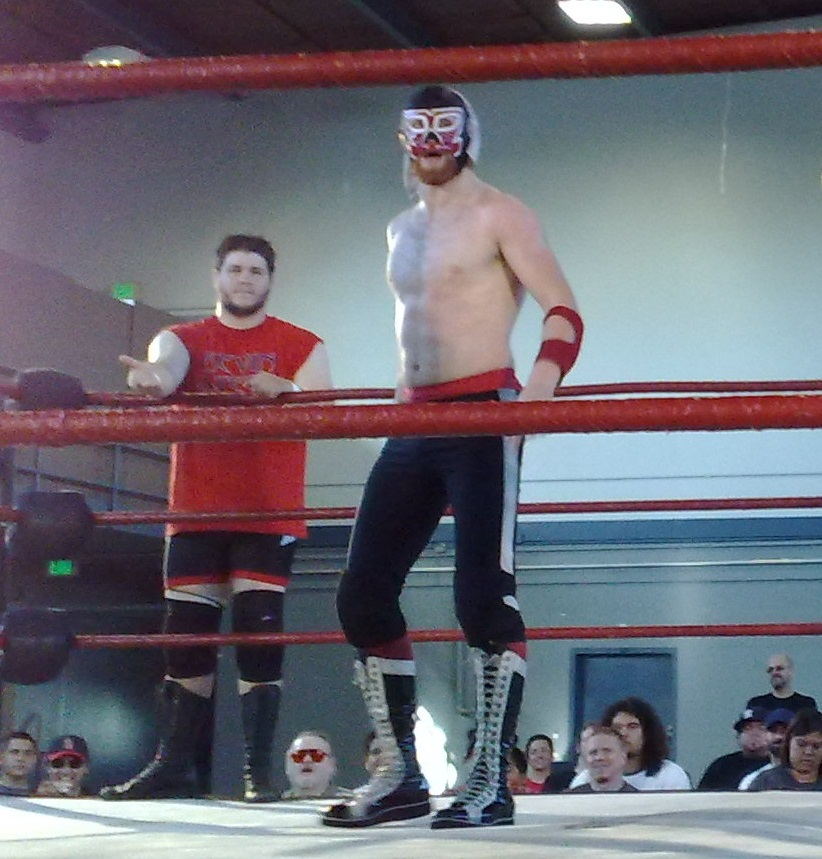
Steen & Generico en un tag team match en el DDT4 Night 2 de PWG, 2008

El 29 de julio de 2007 en Giant Size Annual #4, Generico & Steen derrotaron a PAC & Roderick Strong para convertirse en Campeones Mundiales en Parejas de PWG por vez primera. Defendieron sus cinturones exitosamente por casi tres meses, perdiéndolos ante Davey Richards & Super Dragon en Inglaterra el 27 de octubre como parte de la gira  European Vacation II de PWG. La noche siguiente, Steen hizo equipo con PAC en un intento de recuperar los cinturones en manos de Dragon y Richards, anunciando antes de la lucha que, si perdían, abandonaría indefinidamente la compañía. No pudo ganar la pelea.
Generico & Steen obtuvieron los títulos por segunda ocasión el 21 de marzo de 2008, esta vez en manos de The Dynasty (Joey Ryan & Scott Lost), después de que Steen regresó a PWG en una lucha improvisada. Se convirtieron en el primer equipo en la historia de PWG en ser parte del Dynamite Duumvirate Tag Team Title Tournament anual que defendió sus cinturones en cada de las luchas que sostuvo. En la final del torneo, perdieron ante Jack Evans & Roderick Strong, terminando así su segundo reinado. Después de que El Generico firmara contrato con WWE, él y Steen se reunieron una vez más el 12 de enero de 2013, ingresando al Dynamite Duumvirate Tag Team Title Tournament del 2013. Después de ganarle a The Briscoe Brothers y Future Shock (Adam Cole & Kyle O'Reilly), fueron derrotados en la final del torneo por The Young Bucks.

### WWE (2013, 2017-2018, 2019, 2023)

#### 2013-2014
Generico firmó contrato con WWE el 9 de enero de 2013, donde luchó en el territorio de desarrollo NXT bajo el nombre de Sami Zayn, mientras Steen seguía bajo contrato con ROH. El 12 de agosto de 2014, Steen firmó con WWE y también fue enviado a NXT bajo el nombre de Kevin Owens, donde hizo su debut en la primera lucha de NXT TakeOver: R Evolution, derrotando a CJ Parker. En el evento principal, Zayn derrotó a Adrian Neville para ganar el Campeonato de NXT. Después de una gran celebración con el roster, Owens traicionó a Zayn, ejecutando una powerbomb en el filo del ring y reanudando su feudo. El 11 de febrero de 2015 en NXT TakeOver: Rival, Owens obtuvo el título después de noquear a Zayn con powerbombs continuas.

#### 2015-2016
A mediados de 2015, Owens se incorporó al roster principal, seguido de Zayn el año siguiente. En el episodio de Raw del 26 de mayo de 2016, Owens & Zayn lucharon frente a Cesaro & The Miz en un tag team match, consiguiendo la victoria; Owens atacaría a Zayn inmediatamente después del combate. Ambos mantendrían su rivalidad en el pago por visión Battleground, en donde Zayn vencería a Owens. Los dos serían enviados a Raw como parte del WWE draft del 2016 e intercambiados a SmackDown en el  WWE Superstar Shake-up de 2017.

#### 2017-2018

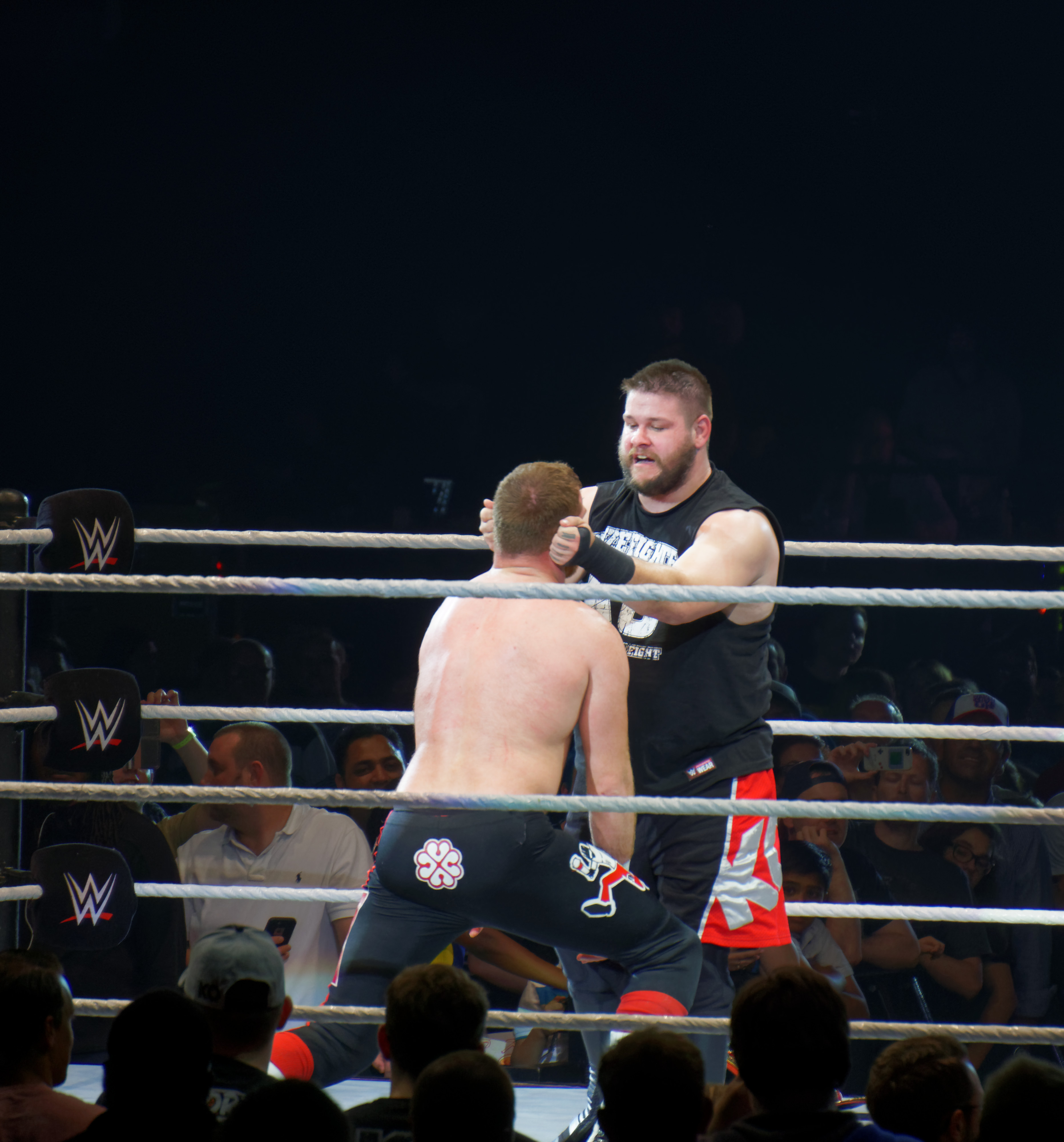
Owens burlándose de Zayn en un evento en vivo durante su carrera individual en 2016.

El 8 de octubre de 2017 en Hell in a Cell, Zayn ayudó a Owens a derrotar al Comisionado de SmackDown Shane McMahon en el evento principal, convirtiéndose Zayn en heel por primera vez en su carrera y reconciliándose con Owens. En el episodio de SmackDown Live del 10 de octubre, Zayn dijo que Owens siempre tuvo la razón y lo llamó su "hermano". En el episodio de SmackDown Live del 17 de octubre, Owens & Zayn derrotaron a Randy Orton & Shinsuke Nakamura en un tag team match después de que Zayn conectara un golpe bajo en Orton. En el kick-off de Survivor Series, Owens & Zayn derrotaron a Breezango (Tyler Breeze & Fandango). Más tarde esa noche, atacaron a Shane McMahon durante su 5-on-5 Survivor Series interbrand elimination match, lo que llevaría a la derrota del Team SmackDown. En el episodio de SmackDown del 28 de noviembre, Owens derrotó a Orton en un no disqualification match después de una interferencia de Zayn, quien, originalmente, tenía prohibido estar cerca del ring. 
El 17 de diciembre en Clash of Champions, Owens & Zayn se enfrentaron a Orton & Nakamura en un tag team match con sus empleos en juego, sirviendo Shane McMahon y Daniel Bryan como árbitros. Después de una rápida cuenta por parte de Bryan, Owens & Zayn ganaron el combate, por lo que lograron mantener sus trabajos. Después de Clash of Champions, Owens & Zayn se embarcarían en una rivalidad con el Campeón de la WWE A.J. Styles (quien, posteriormente, se referiría al dúo como Kami) donde Owens derrotaría a Styles en una lucha sin el título en juego después de la interferencia de Zayn en el último episodio de SmackDown Live de 2017. La semana siguiente, Zayn derrotaría a Styles después de una interferencia de Owens. Luego Styles exigiría un handicap match contra Owens & Zayn, la cual le fue otorgada por Daniel Bryan para Royal Rumble, haciéndola también por el Campeonato de la WWE de Styles. Owens y Zayn dijeron que se convertirían en los primeros co-Campeones de WWE, pero a pesar de su ventaja, Owens & Zayn salieron derrotados cuando Styles cubrió a Owens, que no era el hombre legal y que Shane ignoró cuando lo afrontaron. El dúo tentó un rompimiento dos noches después cuando Zayn abandonó a Owens durante el evento principal en su tag team match frente a Styles & Nakamura. La semana siguiente, Owens y Zayn coincidieron en una lucha para ser contendiente número uno, lucha que terminó en una doble descalificación cuando fueron atacados por Styles. Como resultado, Daniel Bryan pactó una triple threat match entre Owens, Zayn y Styles para Fastlane por el Campeonato de la WWE. Después, la lucha se convertiría en un six-pack challenge con los agregados Baron Corbin, Dolph Ziggler y John Cena. En las semanas previas a Fastlane, Owens y Zayn continuaron mostrando señas de una ruptura, incluida una cobertura a Owens de parte de Zayn en un fatal-five way donde también participaron Styles, Corbin y Ziggler en el episodio de SmackDown Live del 6 de marzo.
El 11 de marzo en Fastlane, Owens y Zayn salieron derrotados del six-pack challenge ante Styles, después de que este cubriera a Owens; durante la lucha, la rivalidad entre Owens & Zayn y Shane se intensificó, quien estuvo a un lado del ring, interfiriendo constantemente e interrumpiendo los intentos de conteo realizados por Owens y Zayn. En el SmackDown después de Fastlane, Shane anunció que se ausentaría, tomando una última decisión, al declarar que Owens y Zayn se enfrentarían el uno al otro en WrestleMania 34. Su respuesta fue un ataque brutal sobre Shane. En el episodio de SmackDown Live del 20 de marzo, Owens y Zayn fueron despedidos por Daniel Bryan como consecuencia de lo acontecido con Shane; a Bryan, quien se había visto forzado a retirarse debido a algunas conmociones, se le dio el alta para poder competir nuevamente, lo cual había anunciado más temprano esa misma noche. Al ser despedidos por Bryan, Owens y Zayn respondieron también con un ataque. Bryan se referiría a esto la semana siguiente, anunciando que Owens & Zayn se enfrentarían a Shane y su persona en WrestleMania 34 en un tag team match donde, si Owens y Zayn ganaban, serían recontratados en SmackDown, pero si perdían, seguirían despedidos. En WrestleMania, a pesar de haber atacado a McMahon y Bryan antes de la lucha, Owens & Zayn perdieron después de que Zayn se rindiera ante el Yes! Lock de Bryan. La noche siguiente, Owens & Zayn aparecieron en Raw pidiéndole empleo al Gerente General de Raw, Kurt Angle. Angle se mostró renuente al principio, debido a la fama que arrastraban desde SmackDown, pero le ofreció un espacio en Raw al ganador de una lucha entre los mismos Owens y Zayn, que terminó sin resultado. La decisión fue anulada por la Comisionada de Raw, Stephanie McMahon, la semana siguiente, al otorgarle un contrato a ambos. Más tarde esa noche, Owens & Zayn hicieron equipo con The Miz & The Miztourage (Curtis Axel & Bo Dallas), para enfrentarse a Finn Balor, Seth Rollins, Braun Strowman, Bobby Lashley y otro nuevo integrante de Raw, Bobby Roode, donde salieron derrotados. La semana siguiente en Raw hicieron equipo, perdiendo contra Strowman & Lashley. En el episodio de Raw del 30 de abril, hicieron equipo con Jinder Mahal en otro infructuoso intento por derrotar a Strowman, Lashley & Roman Reigns. Más tarde esa noche, Angle programó una lucha entre Owens & Zayn y Strowman & Lashley para Backlash. El 6 de mayo, en el evento, Owens & Zayn serían una vez más derrotados por Strowman & Lashley. En la edición de Raw del 14 de mayo, Zayn ayudó a Owens a ganar una triple threat match donde también estuvieron involucrados Elias y Bobby Lashley para conseguir ingresar en la Money in the Bank ladder match. En Money in the Bank, Zayn salió derrotado en su lucha frente a Bobby Lashley mientras que Owens fracasó en la epónima ladder match que fue ganada por Braun Strowman. Se informó que Zayn tuvo que someterse a una cirugía para reparar las roturas en sus manguitos rotadores de rodilla y hombro, deshaciendo al equipo. Se reportó que Owens también tuvo que ser intervenido quirúrgicamente por una operación de rodilla.

#### 2019
En la edición de SmackDown del 4 de junio de 2019, el equipo se reuniría para enfrentar y perder frente a The New Day, para después salir victoriosos el 23 de junio en Stomping Grounds.

#### 2023

Owens & Zayn como Campeones Indiscutidos en Parejas de WWE.

Después de unirse a The Bloodline en 2022 como el "Uce honorario", Zayn comenzó una riña con Owens a principios de 2023 y lucharon entre sí en el episodio del 20 de enero de SmackDown solo para que The Usos y Solo Sikoa interfirieran. Durante el evento principal de Royal Rumble, Roman Reigns, quien cuestionó la lealtad de Zayn en las últimas semanas, retuvo el Campeonato Universal Indiscutible de la WWE contra Owens y procedió a que el resto de The Bloodline lo golpeara más después del combate, pero Zayn se negó a unirse a la paliza y finalmente golpeó a Reigns con una silla, lo que provocó que el resto de The Bloodline golpeara a Zayn, expulsándolo del grupo mientras Jey se marchaba. En el episodio del 3 de febrero de SmackDown, Zayn atacó a Reigns y lo desafió a un combate por el Campeonato Universal Indiscutible de la WWE en Elimination Chamber con el público canadiense a su favor. Sin embargo, Zayn no pudo ganar el título y fue vapuleado por Reigns y Jimmy Uso después del combate hasta que Owens apareció y salvó a su viejo amigo. En el episodio del 17 de marzo de SmackDown, Cody Rhodes invitó a Owens y Zayn a discutir sobre una posible reunión para enfrentarse a The Bloodline, pero Owens nuevamente se negó a formar equipo con Zayn. Más tarde esa noche, Zayn se enfrentó a Jey Uso en el ring y fue golpeado por The Bloodline. Owens salió corriendo a salvar a Zayn y lo abrazó, dando indicios de una nueva reunión entre ambos. El WrestleMania 39, en la noche 1, se convirtieron el los nuevos Campeones indiscutidos en parejas de la WWE, al derrotar a The Usos.
Owens y Zayn fueron seleccionados para la marca Raw en el Draft WWE de 2023. En Night of Champions, Owens y Zayn retuvieron su Campeonato Indiscutido en Parejas contra The Bloodline (Roman Reigns y Solo Sikoa). Perdieron los títulos ante Finn Bálor y Damian Priest de The Judgment Day en una pelea callejera de Pittsburgh Steel City en Payback en septiembre después de la interferencia de Dominik Mysterio, Rhea Ripley y JD McDonagh, poniendo fin a su reinado en 154 días. No tuvieron éxito en una revancha por los títulos en el episodio del 25 de septiembre de Raw. También en Payback, Cody Rhodes consiguió que Jey Uso, que estaba en SmackDown y había abandonado la WWE poco antes de Payback, fuera reintegrado como miembro de Raw y se reveló que alguien fue cambiado a SmackDown por Jey. El mes siguiente, en el episodio del 13 de octubre de SmackDown, el nuevo Gerente General de SmackDown, Nick Aldis, reveló que Owens había sido cambiado a SmackDown por Jey, lo que a su vez puso al equipo de Owens y Zayn en una pausa fue inactivo por equipo.

## Campeonatos y logros
- Pro Wrestling Guerrilla/PWG
  - PWG World Tag Team Championship (2 veces)

- Ring of Honor/ROH
  - ROH World Tag Team Championship (1 vez)[3]

- World Wrestling Entertainment/WWE
  - Undisputed WWE Tag Team Championship (1 vez, primeros)

- Wrestling Observer Newsletter
  - Rivalidad del año (2010) Kevin Steen vs. El Generico[9]
  - Lucha 5 estrellas (2023) vs.  The Usos en WrestleMania 39 el 1 de abril
  - Lucha 5 estrellas - (2025), Kevin Owens vs. Sami Zayn en WWE Elimination Chamber el 1 de marzo